# Wassili III.

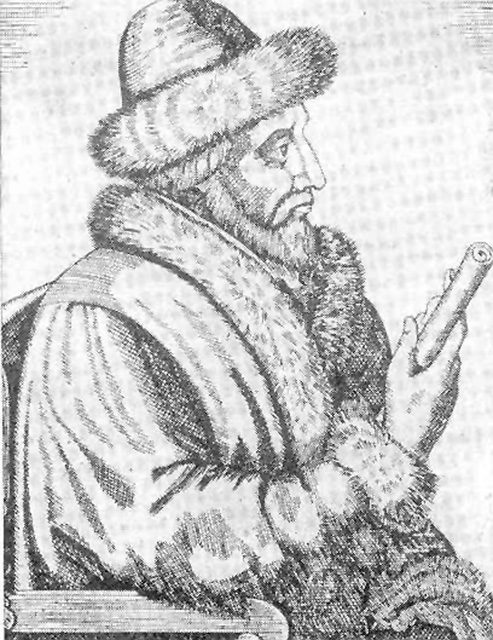
Großfürst Wassili III.

Wassili III. Iwanowitsch (russisch Васи́лий III. Ива́нович; * 25. März 1479 in Moskau; † 4. Dezember 1533 ebenda) war von 1505 bis 1533 Großfürst von Moskau.

## Leben
Wassili war ein Sohn des Großfürsten Iwan III. und der byzantinischen Prinzessin Sofia Palaiologa.
Wassili setzte die fundierte Großmachtpolitik seines Vaters fort. Wie dieser war er ein energischer Herrscher und gilt als Vollender der Einigung der russischen Lande um Moskau.
Er führte den Kampf um die weitere Zentralisierung des russischen Staates und die Einbeziehung der restlichen russischen Teilfürstentümer in das Moskauer Reich. 1510 wurde die Stadt Pskow erobert und in das Moskauer Reich eingegliedert; 1514 Smolensk, 1521 Rjasan und 1522 Nowgorod-Sewersk.
Wassili kodierte und legitimierte die Autokratie für seine Nachfolger.

## Innenpolitik
In der Innenpolitik stützte sich Wassili auf die Kirche, die ihm gegen die Opposition des Adels beistand. Er ging mit Hinrichtungen und Verbannungen gegen seine innenpolitischen Widersacher vor. In seiner Regierungszeit nahm der adlige Gutsbesitz bedeutende Ausmaße an. Der Großfürst verfügte Maßnahmen zur Beschränkung der Immunitäten und Privilegien der fürstlichen und bojarischen Aristokratie.
Durch die späte Geburt seines Thronerben Iwans des Schrecklichen folgte seiner Herrschaft eine lange Periode der Regentschaft, erst seiner Frau Helena Glinskaja, nach ihrem rätselhaften Tod die der einflussreichen Bojaren.

## Außenpolitik
In seiner Außenpolitik setzte sich Wassili für die Wiedergewinnung der von Litauen und Polen entrissenen russischen Lande im Westen und Südwesten ein. Ebenso ging er kriegerisch gegen das Krimkhanat und das Khanat Kasan vor. Im Ergebnis der Kriege mit Litauen (1507–1522) erlangte er 1514 Smolensk zurück. Unter ihm kam es auch zu einer beträchtlichen Belebung der Beziehungen des Moskauer Russlands zu ausländischen Mächten (Gesandtschaft des Siegmund von Herberstein).

## Nachkommen
Wassili war zweimal verheiratet. Zuerst 1505 mit Solomonija Jurjewna Saburowa (russisch Соломония Юрьевна Сабурова) (ca. 1490–18. Dezember 1542), Tochter des Fürsten Juri Konstantinowitsch Saburow, dann seit 1526 mit Helena Glinskaja, die ihm folgende Söhne gebar:
- Zar Iwan IV. (* 1530; † 1584)
- Juri (Georgij) (* 1532; † 1563), Fürst von Uglitsch